# Gustav von Gemmingen-Guttenberg
Gustav Karl Wilhelm Ernst Freiherr von Gemmingen-Guttenberg (* 20. Oktober 1897 auf Burg Guttenberg; † 10. Januar 1973 in Bretten) war Land- und Forstwirt zu Guttenberg. Er war der Begründer des Fremdenverkehrs auf Burg Guttenberg, einer der bedeutendsten und besterhaltenen Burgen des Neckartals. Er begründete das Burgmuseum und die Burgschenke und ermöglichte 1971 den Einzug der Deutschen Greifenwarte auf der Burg.

## Leben

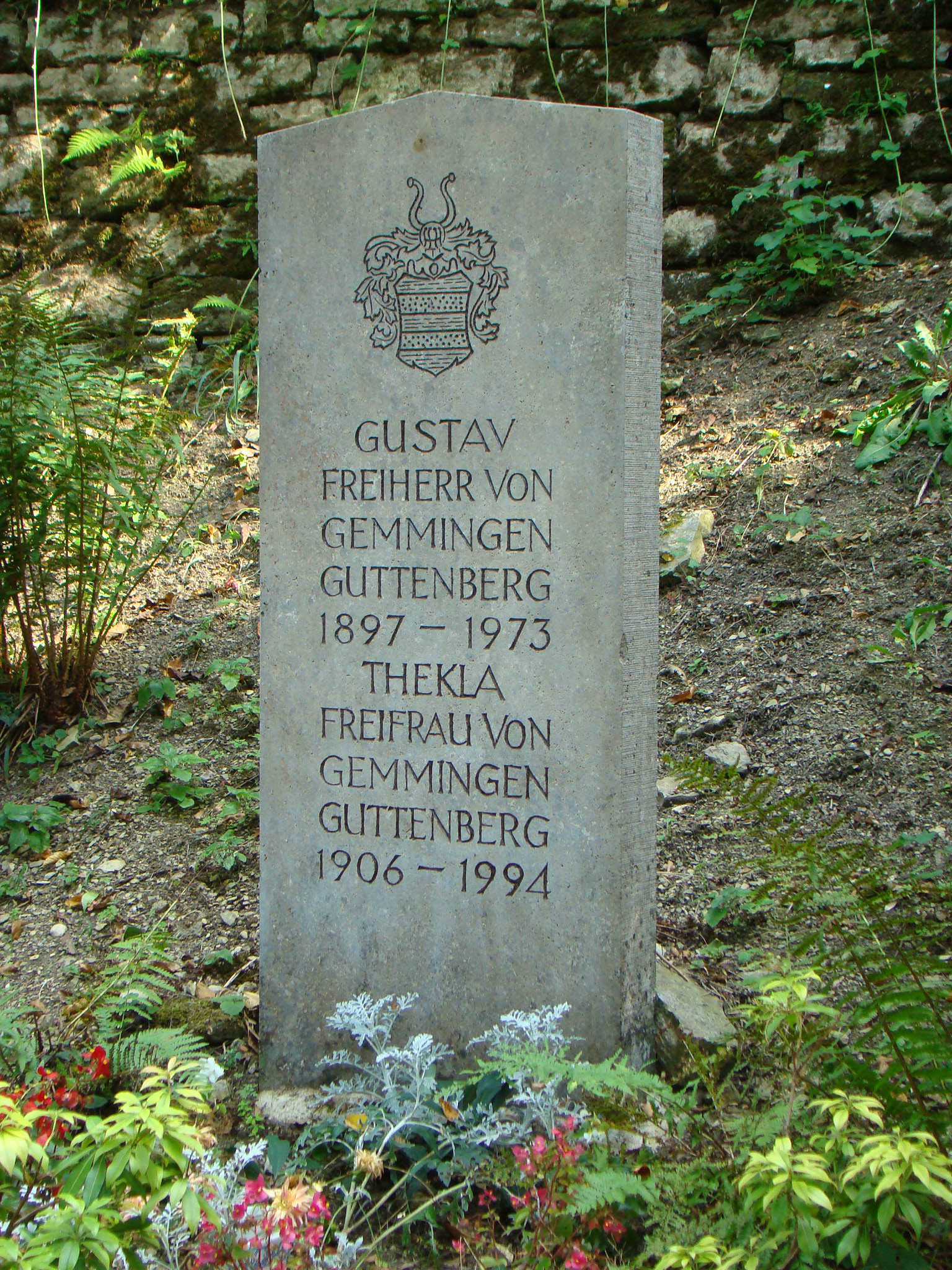
Grabmal von Gustav von Gemmingen-Guttenberg und seiner Frau Thekla bei der Burgkapelle der Burg Guttenberg

Er entstammte dem älteren Zweig Guttenberg der Freiherren von Gemmingen und war Sohn des Eberhard von Gemmingen-Guttenberg (1862–1946) und der Julie Freiin von Crailsheim (1869–1955). Er besuchte das Gymnasium in Heilbronn und trat 1917 als Fahnenjunker in das Ulanen-Regiment Nr. 17 in Ludwigsburg ein. Im Ersten Weltkrieg diente er zuletzt in Flandern. Nach Kriegsende studierte er in Hohenheim, Leipzig und Freiburg Land- und Forstwirtschaft. 1923 übernahm er von seinem Vater den Forstwirtschaftsbetrieb auf Burg Guttenberg, wenig später gründete er das Sägewerk im unterhalb der Burg gelegenen Ort Neckarmühlbach. 
1929 heiratete er in Langebrück bei Dresden Thekla von Polenz (1906–1994), die darauf den Haushalt auf Burg Guttenberg übernahm und sich um den Burggarten kümmerte. Der Ehe entstammten die Kinder Christoph (1930–1999), Friedegard (* 1932), Irmtraud (* 1934) und Rita (* 1937).
Als man 1949 das 500-jährige Jubiläum der Freiherren von Gemmingen auf dem Guttenberg beging, richtete er in der Burg ein Museum ein. 1950 eröffnete auf seine Veranlassung im Brunnenhaus vor der Burg die Burgschenke, die bereits im Folgejahr erweitert wurde. Mit dem Museum und der Burgschenke nahm der Fremdenverkehr auf der nie zerstörten Burg seinen Anfang. 1971 ermöglichte er den Einzug der Deutschen Greifenwarte, die die Burg touristisch noch attraktiver und eine weitere Ergänzung der Burgschenke um ein Selbstbedienungsrestaurant erforderlich machte. Sein Sohn Christoph (1930–1999) und dessen Frau Gabriele von Gemmingen-Guttenberg führten Ausbau und Verwaltung der Burg fort. Das von Gustav von Gemmingen-Guttenberg eingerichtete Burgmuseum wurde um 1990 von etwa 80.000 Besuchern jährlich besucht.
Gustav von Gemmingen-Guttenberg und seine Frau Thekla sind auf dem Burgfriedhof bei der Burgkapelle auf dem Guttenberg bestattet.